# Resolutie 2032 Veiligheidsraad Verenigde Naties
Resolutie 2032 van de Veiligheidsraad van de Verenigde Naties werd door de Veiligheidsraad van de Verenigde Naties unaniem aangenomen op 22 december 2011 en verlengde de vredesmacht in de regio Abyei tussen Soedan en Zuid-Soedan met vijf maanden.

## Achtergrond
Al in de jaren 1950 was het zwarte zuiden van Soedan in opstand gekomen tegen het overheersende Arabische noorden. De vondst van aardolie in het zuiden maakte het conflict er enkel maar moeilijker op. In 2002 kwam er een staakt-het-vuren en werden afspraken gemaakt over de verdeling van de olie-inkomsten. Verschillende rebellengroepen waren hiermee niet tevreden en in 2003 ontstond het conflict in Darfur tussen deze rebellen en de door de regering gesteunde janjaweed-milities. Die laatsten gingen over tot etnische zuiveringen en in de volgende jaren werden in Darfur grove mensenrechtenschendingen gepleegd waardoor miljoenen mensen op de vlucht sloegen. In februari 2011 stemde een overgrote meerderheid van de inwoners van Zuid-Soedan in een referendum voor onafhankelijkheid. De regio Abyei, die tussen Noord- en Zuid-Soedan lag, werd echter door beide partijen opgeëist, wat tot veel geweld leidde waardoor meer dan 100.000 inwoners op de vlucht sloegen.

## Inhoud

### Waarnemingen
Soedan en Zuid-Soedan hadden verschillende akkoorden gesloten over het toezicht op hun gezamenlijke grens.
Op 9 oktober waren beide presidenten bijeen gekomen en hadden hun intentie om het conflict vreedzaam op te lossen duidelijk gemaakt.
Beide landen zouden beter af zijn als ze in dialoog traden in plaats van geweld en provocatie te gebruiken.
Desondanks hadden beide landen, tegen het akkoord van 20 juni in, militairen en politie in Abyei.
Dat bedreigde de veiligheid van de Misseriya-nomaden, de terugkeer van Ngok Dinka-vluchtelingen en de uitvoering van UNISFA's mandaat.
Verder was er vertraging bij het opzetten van de administratie in Abyei, de oprichting van een politiemacht voor de regio en ontmijning in de regio.
Naar verluidt versterkten beide zijden hun troepenmacht aan de grens en werd opruiende taal gesproken, wat risico op een rechtstreekse confrontatie met zich meebracht.

### Handelingen
Het mandaat van UNISFA werd met vijf maanden verlengd.
De uitvoering van dat mandaat hing af van de uitvoering van de akkoorden die Soedan en Zuid-Soedan hadden gesloten.
Beiden moesten hun leger en politie uit de regio weghalen en werk maken van de regionale administratie en -politie in Abyei.

## Verwante resoluties
- Resolutie 2003 Veiligheidsraad Verenigde Naties
- Resolutie 2024 Veiligheidsraad Verenigde Naties
- Resolutie 2035 Veiligheidsraad Verenigde Naties (2012)
- Resolutie 2046 Veiligheidsraad Verenigde Naties (2012)

Lijst ·  1967 ·  1968 ·  1969 ·  1970 ·  1971 ·  1972 ·  1973 ·  1974 ·  1975 ·  1976 ·  1977 ·  1978 ·  1979 ·  1980 ·  1981 ·  1982 ·  1983 ·  1984 ·  1985 ·  1986 ·  1987 ·  1988 ·  1989 ·  1990 ·  1991 ·  1992 ·  1993 ·  1994 ·  1995 ·  1996 ·  1997 ·  1998 ·  1999 ·  2000 ·  2001 ·  2002 ·  2003 ·  2004 ·  2005 ·  2006 ·  2007 ·  2008 ·  2009 ·  2010 ·  2011 ·  2012 ·  2013 ·  2014 ·  2015 ·  2016 ·  2017 ·  2018 ·  2019 ·  2020 ·  2021 ·  2022 ·  2023 ·  2024 ·  2025 ·  2026 ·  2027 ·  2028 ·  2029 ·  2030 ·  2031 ·  2032